# Historias sin importancia
Historias sin importancia es un álbum del grupo Modestia Aparte perteneciente a la compañía discográfica Mercury, editado en el año 1990 y compuesto por 11 canciones.

## Lista de canciones
| N.º | Título                                         | Duración |  |
| 1.  | «Dos amigos»                                   |          |  |
| 2.  | «Tómate una copa»                              |          |  |
| 3.  | «Trapos sucios, platos rotos y algunas fotos.» |          |  |
| 4.  | «Cómo te mueves»                               |          |  |
| 5.  | «Piel y arena»                                 |          |  |
| 6.  | «Las cartas»                                   |          |  |
| 7.  | «Un instante de tu vida»                       |          |  |
| 8.  | «La noche te alcanza»                          |          |  |
| 9.  | «No quiero dejarte sola»                       |          |  |
| 10. | «Locos»                                        |          |  |
| 11. | «Brumas»                                       |          |  |